# Diego Cadavid
Diego Cadavid (narozený jako Diego Andrés Cadavid 8. prosince 1978) je kolumbijský herec, kameraman, fotograf a hudebník známý svými rolemi v telenovelách.
V současné době (2024) je ve vztahu s Laurou Archbold, kolumbijskou herečkou, která se také objevila v roce 2021 v rebootu Café con aroma de mujer.

## Filmografie

### Filmy
| Rok  | Titul                             | Role                 | Poznámky               |
| ---- | --------------------------------- | -------------------- | ---------------------- |
| 2002 | Te busco                          | José                 |                        |
| 2003 | El carro                          | Óscar                |                        |
| 2006 | Soñar no cuesta nada              | Lloreda              |                        |
| 2006 | Dios los junta y ellos se separan | Wilman               |                        |
| 2007 | Esto huele mal                    | Guzmán               |                        |
| 2011 | El callejón                       | Gabriel              |                        |
| 2011 | Snitch Cartel                     | Pepe Cadena          | Pokračování telenovely |
| 2012 | La Lectora                        | Cachorro             |                        |
| 2016 | El Empantanado: Muddy             | Juan Ignacio Gavaria |                        |

### Televizní role
| Rok       | Titul                            | Role                                                          | Poznámky                                      |
| --------- | -------------------------------- | ------------------------------------------------------------- | --------------------------------------------- |
| 1995–2000 | Padres e hijos                   | Diego Montoya                                                 |                                               |
| 1996      | Conjunto cerrado                 | Sarah's Husband                                               |                                               |
| 1997      | Yo amo a Paquita Gallego         | Handsome Young Boy                                            | Uncredited                                    |
| 2000      | Se armó la gorda                 | Felipe Galán                                                  |                                               |
| 2001      | Juan Joyita quiere ser Caballero | Roberto                                                       |                                               |
| 2001      | Ošklivka Betty                   | Seriál                                                        | 18 epizod                                     |
| 2002      | María Madrugada                  | Juan Solo                                                     |                                               |
| 2003      | Amor a la plancha                | José Chipatecua                                               |                                               |
| 2004      | La saga, negocio de familia      | Young Pedro Manrique / Young Manuel Manrique / Óscar Manrique |                                               |
| 2004      | Mesa para tres                   | Alejandro "Alejo" Toro                                        |                                               |
| 2005      | El baile de la vida              | Ricardo Zambrano                                              |                                               |
| 2006      | Las profesionales, a su servicio | Dante Quiróga                                                 |                                               |
| 2007–2008 | Tiempo final                     | Almeida / Miguel / Ladrón                                     | 3 epizody                                     |
| 2008–2010 | El Cartel de los Sapos           | Pepe Cadena                                                   |                                               |
| 2008      | Sin retorno                      | Daniel                                                        | Episode: "Cruces"                             |
| 2010      | El encantador                    | Rolando Castaño                                               |                                               |
| 2011      | La Pola                          | Ambrosio Almeida                                              | 24 epizod                                     |
| 2013      | 5 viudas sueltas                 | Robin Ruíz                                                    |                                               |
| 2014      | La ronca de oro                  | Álvaro José Sálas                                             | 62 epizod                                     |
| 2016      | Contra el tiempo                 | Leonardo Pérez                                                |                                               |
| 2017      | Ingobernable                     | Jaime Bray                                                    | 4 epizody                                     |
| 2017–18   | Señora Acero                     | Julián Montero "Señor Romero"                                 | Hlavní role (season 4); guest role (season 5) |
| 2019      | El General Naranjo               | Teniente Hector Talero                                        |                                               |
| 2021      | Café con aroma de mujer          | Iván Vallejo                                                  | Hlavní role                                   |
| 2022      | Primate                          | Andrés                                                        |                                               |
| 2024      | Darío Gómez: el rey del despecho | Darío Gómez                                                   | Hlavní role                                   |